# Palisa Regio
La Palisa Regio è una struttura geologica della superficie di 243 Ida.